# Kocs
Kocs ([kot͡ʃ ]) est un village et une commune du comitat de Komárom-Esztergom en Hongrie.

## Géographie
Kocs est un village de moins de 3 000 habitants située à soixante-cinq kilomètres à l’ouest de Budapest.
Kocs est internationalement connue pour être le lieu de naissance du coche au XVIe siècle.

## Histoire

Parti : au 1) coupé de sinople à un bélier d'or, et burelé de gueules et d'argent de 8 pièces ; au 2) d'or à un coche au naturel.

Kocs est internationalement connue pour être le lieu de naissance du coche au XVIe siècle.
Le mot « coche » est passé dans le vocabulaire français en 1545. On le retrouve dans presque toutes les langues européennes : coach en anglais, Kutsche en allemand, koc en tchèque, koets en néerlandais, coche en espagnol…
Pendant le règne du roi Matthias Ier de Hongrie au XVe siècle, les charrons de Kocs, autrement dit les fabricants de roues et de charrettes, ont commencé à construire un véhicule hippomobile (tracté par des chevaux) avec une suspension constituée de ressorts en acier.
Cette voiture de Kocs, kocsi szekér, comme l’appelaient les Hongrois, devint très vite populaire en Europe.
On dit que la diffusion de la voiture de Kocs fut liée au roi de Hongrie Ferdinand III qui a fait la promotion de ces confortables chariots à suspension auprès de la riche noblesse européenne. Mais une description allemande du XVIe siècle a montré une voiture de Kocs sans ressort, ce qui a mis à mal cette théorie. On ne sait donc pas si les ressorts, ou un autre dispositif de suspension, sont à l’origine de sa popularité et de la diffusion de mot « coche » dans l’ensemble de l’Europe.
La maison princière de Tour et Taxis est une famille allemande qui a dirigé un important service postal en Europe dès le XVIe siècle. Il semble que ce service postal impérial ait utilisé les premières voitures de courrier hippomobiles en Europe à partir de 1650…
Sur les armoiries de la ville de Kocs, on peut voir un modèle ancien de voiture faisant référence à l’industrie florissante des charrons.